# Közép-Mezőföld
A Közép-Mezőföld földrajzi kistáj, melyet a pleisztocén során lerakódott, 10–60 méter vastag lösz felhalmozódásai és lepusztulásformái határoznak meg. A hullámos felszínre völgyekkel tagolt löszhátak, hordalékkúpok és kisebb süllyedék területek jellemzők. A kistáj az erdőssztyepp-zóna része, keleti irányban erősödő kontinentális jelleggel.

## Fekvése
Tolna és Fejér vármegye területén, a Sárvíz és a Duna által határolt területen található.

## Leírása
A tájat, mely évszázadok óta mezőgazdasági művelés alatt áll ma többnyire a nagytáblás szántók jellemzik. A természetközeli vegetáció maradványai a hullámos felszínbe bevágódó kisebb löszvölgyekben, a többszörösen elágazó völgyrendszerekben, a homokos talpú laposokban maradtak fenn, valamint gyakran a szántók közti mezsgyék is őrzik az egykori flórát. A kistáj egyes részeiben a természetközeli élőhelyfoltok összefüggő hálózata jelentős élőhelyi sokféleséget őriz.

## Növényvilága
A meredek völgyoldalakon ősi löszpusztagyepek, félszáraz (szálkaperjés) erdőssztyepp rétek, a szakadópartokon félsivatagi jellegű löszfalnövényzet él (heverő seprűfűvel – Bassia prostrata).
A kistáj fásszárú növényzete főként akácosokból és más tájidegen fafaj ültetvényekből áll. Lösztölgyes-fragmentum alig maradt, de törpemandulás cserjések még több ponton előfordulnak. Gyakoriak a galagonyás cserjések, melyek a legeltetés nagyarányú felhagyása miatt a gyepek rovására terjednek. A völgyaljakban nádas mocsarak, magassásrétek, kaszált, ritkán legeltetett üde és kiszáradó mocsárrétek, néhol kicsi ártéri ligeterdők maradtak fenn. De a homokos talajokon kékperjés láprétek és szikes társulások is előfordulnak.
Az itt található száraz és a félszáraz löszsztyepprétek országos viszonylatban is kiemelkedően fajgazdagok, számuk megközelíti a 800-at. A védett fajok száma pedig 60-at. A tájegység egyedinek számító növénye a borzas macskamenta (Nepeta parviflora); de előfordul itt a tátorján (Crambe tataria), a bugás veronika (Pseudolysimachion spurium) is, valamint megtalálhatók itt a peremizsfajok (Inula spp.), a csüdfűfajok (Astragalus spp.), a szennyes ínfű (Ajuga laxmannii), karcsú orbáncfű (Hypericum elegans), csillagőszirózsa (Aster amellus), délen a festő csülleng (Isatis tinctoria) is. A kevésbé kötött talajú sztyepprétek növénye a gyapjas csüdfű (Astragalus dasyanthus).
A területen előforduló özönfajok: Kőrislevelű juhar (Acer negundo), bálványfa (Ailanthus altissima), gyalogakác (Amorpha fruticosa), selyemkóró (Asclepias syriaca), tájidegen őszirózsa-fajok (Aster spp.), amerikai kőris (Fraxinus pennsylvanica), kései meggy (Prunus serotina), japánkeserűfű-fajok (Reynoutria spp.), akác (Robinia pseudoacacia), aranyvessző-fajok (Solidago spp.).

## Állatvilága
Az emlősök közül megtalálható itt a vörös róka, mezei nyúl, európai őz, vaddisznó, üregi nyúl, hörcsög, mezei cickány. A madarak közül a fácán, fogoly, fürj, réti fülesbagoly, kakukk, mezei pacsirta, búbos pacsirta, füsti fecske, rozsdás csuk, barátposzáta, gyurgyalag, partifecske, egerészölyv, héja, piroslábú cankó, szarka. A hüllők, kétéltűek közül a zöld varangy, erdei sikló, fürge gyík, barna ásóbéka, vöröshasú unka.

## Nagyobb települései
- Székesfehérvár
- Dunaújváros
- Dunaföldvár
- Adony
- Mezőfalva